# André Lichtenberger

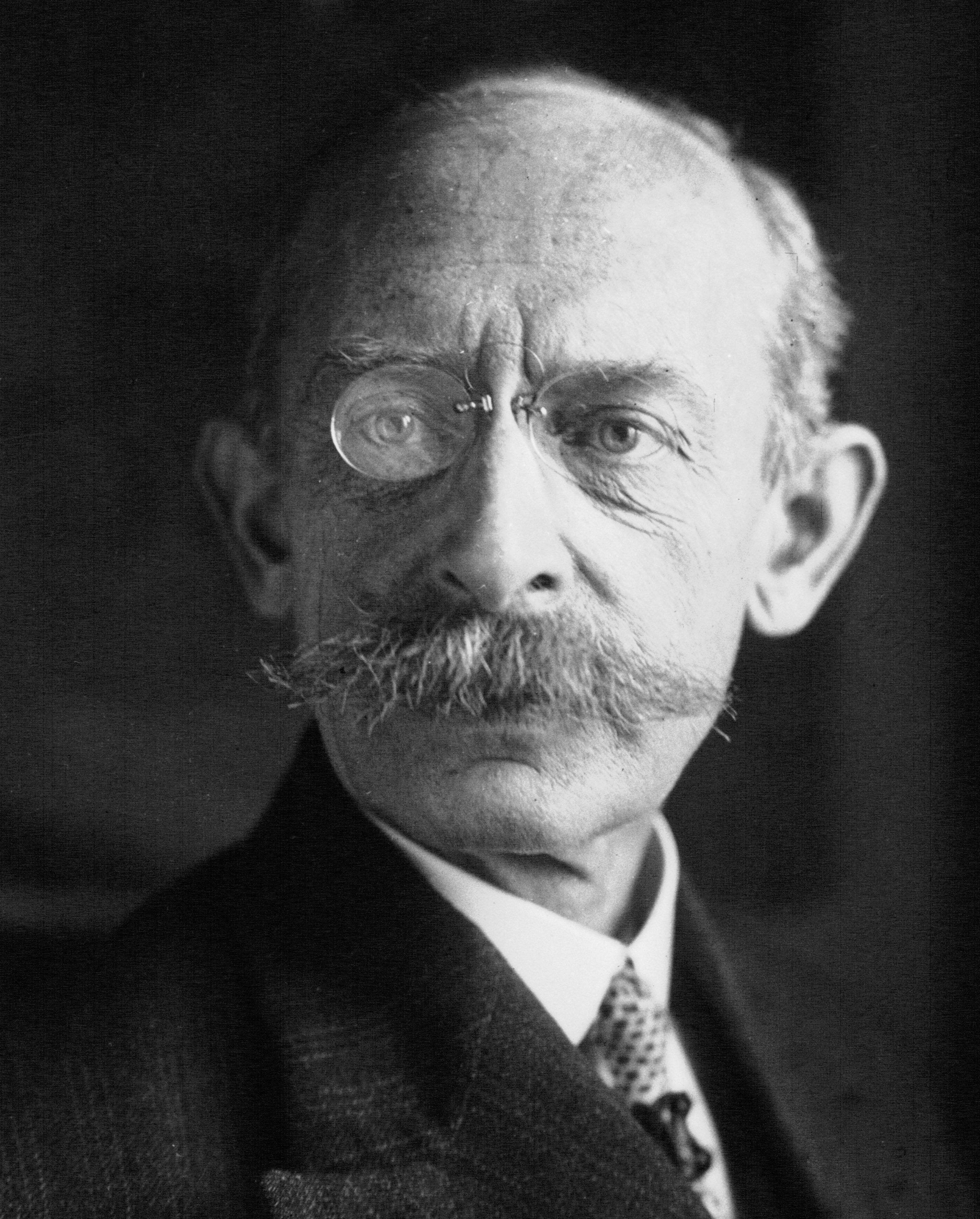
André Lichtenberger 1930

André Lichtenberger (* 29. November 1870 in Straßburg; † 23. März 1940 in Paris) war ein französischer Romanschriftsteller und Soziologe. Er war außerdem Doktor der Geschichte.
André war der Sohn des Architekten Paul-Emile Lichtenberger (1840–1877), und der Neffe von Frédéric Auguste Lichtenberger (1832–1899), der die theologische Fakultät an der Sorbonne mitbegründete. Sein älterer Bruder Henri Lichtenberger wurde als Germanist bekannt. 

## Werke
- Le Socialisme au XVIIIème siècle (1895), Thesis
- Contes Héroïques (1897), Erzählungen über die Französische Revolution
- Mon Petit Trott und La Petite Sœur de Trott (1898), fiktive Beschreibungen der kindlichen Gedankenwelt
- Le Socialisme Utopique (1898)
- Le Socialisme et la Révolution française (1898)
- La Mort de Corinthe (1900), archäologischer Roman
- Portraits de Jeunes Filles (1900)
- Père (1901)
- Rédemption (1902)
- Portraits d'Aïeules (1903)
- M. de Migurac ou Le Marquis Philosophe (1903)
- Les Centaures (1904), ein Gedicht, in Prosa geschrieben.
- Line (1905)
- Gorri le Forban (1906)
- L'Automne (1907)
- Notre Minnie (1907)
- La Folle Aventure (1908)
- La Petite (1909)
- Le Petit Roi (1910)
- Tous Héros (1910)
- Juste Lobel, Alsacien (1911)
- Petite Madame (1912)
- Kaligouça le Cœur Fidèle (1913)
- Le Sang Nouveau (1914)
- Bèche (1920)
- Raramémé (1921)
- Scènes en Famille (1921)

| Personendaten    | Personendaten                                   |
| ---------------- | ----------------------------------------------- |
| NAME             | Lichtenberger, André                            |
| KURZBESCHREIBUNG | französischer Romanschriftsteller und Soziologe |
| GEBURTSDATUM     | 29. November 1870                               |
| GEBURTSORT       | Straßburg                                       |
| STERBEDATUM      | 23. März 1940                                   |
| STERBEORT        | Paris                                           |